# Chertsey Lock

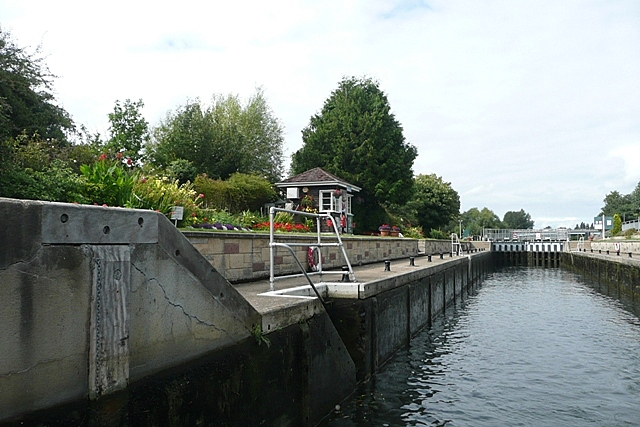
Das Chertsey Lock

Das Chertsey Lock ist eine Schleuse in der Themse in Surrey, England. Sie befindet sich oberhalb der Chertsey Bridge am Ufer gegenüber der Stadt Chertsey und wurde 1813 von der City of London gebaut.
Die Schleuse liegt an einer schmalen Insel, an die ein Wehr anschließt.

## Geschichte
Es gab oberhalb der heutigen Schleuse Probleme mit einer Untiefe im Fluss, die Laleham Gulls genannt wurde. Daher wurden unterschiedliche Vorschläge ausgearbeitet, um das Problem zu lösen. Nach erfolgten Vermessungsarbeiten scheiterte das Vorhaben jedoch 1793 im Parlament. 1805 wurde ein Plan für einen Kanal vorgelegt, an dessen unteren Ende eine Schleuse vorgesehen war. Der Plan scheiterte am Widerstand der örtlichen Landbesitzer. Das Parlament genehmigte 1810 eine Schleuse weiter flussaufwärts des heutigen Standorts, aber Lord Lucan wollte diese nicht in seiner Sichtweite haben daher wurde 1812 in einem Parlamentsbeschluss der heutige Platz weiter flussabwärts festgelegt. Das Schleusenwärterhaus befand sich bei der Eröffnung der Schleuse eigentlich in Middlesex, durch die Veränderung des Flusslaufes gehörte es schließlich zu Surrey. Die Schleuse wurde sowohl 1893 als auch 1913 verlängert. Damals wurde eine Trennung der Schleusenkammer ermöglicht, die Tore wurden inzwischen wieder entfernt.

## Der Fluss oberhalb der Schleuse
Kurz oberhalb der Schleuse überquert die M3 Chertsey Bridge den Fluss. Der Abbey River mündet hier wieder in die Themse. Bei Laleham wird dem Fluss Wasser entnommen, das in das Queen Mary Reservoir, einen Trinkwasserspeichersee für London, gepumpt wird.
Der Fluss macht einen großen Bogen um Penton Hook Island während die Schifffahrtsstrecke diesen durch das Penton Hook Lock abkürzt. Der Themsepfad verläuft die gesamte Strecke bis zum Penton Hook Lock auf der östlichen Uferseite.